# Psilotum nudum
Psilotum nudum — вид рослин з родини Псилотові (Psilotaceae). Psilotum nudum вважається «примітивною» рослиною — нащадком, можливо, першої групи судинних рослин, які були широко поширені під час девонських і силурійських періодів. лат. nudum — означає «голий», оскільки в ній відсутня більшість органів сучасних рослин (напр. корені). У тропічних районах, ця рослина часто епіфіт, росте в найрізноманітніших місцях проживання, в тому числі світлих лісах, болотах і на кам'янистих схилах.

## Опис
Може досягати висоти від 10 до 45 сантиметрів. Вони не мають реальні коріння, але тонко розгалужені підземні стебла, або ризоїди, які поглинають воду і харчові речовини за допомогою мікориз, симбіоз коренів і грибів. До 4 мм завтовшки зелені стебла розгалужуються на своїх кінцевих ділянках. Вони також не мають справжнього листя, але дрібні, до 2,5 мм довжиною, лускоподібні структури без жилок. спорангії жовтого або зеленого кольору, кулясті, до 3 мм в діаметрі, ростуть в групах з двох або трьох в розвилках стебла.

## Поширення
Батьківщина: всі тропіки й субтропіки (Північна, Центральна та Південна Америка, Африка, Азія, Макаронезія). У Європі росте в Іспанії та Гібралтарі. Введений на Закавказзя (Азербайджан, Вірменія і Грузія), та Канарські острови. Також культивується. Розвивається в мокрих тріщин пісковика.

## Використання
Колись це була популярна декоративна рослина в японських садах. Трохи більше 100 садових сортів було вирощено. Може виявитися хорошим джерелом антимікробних хімічних речовин.

## Галерея

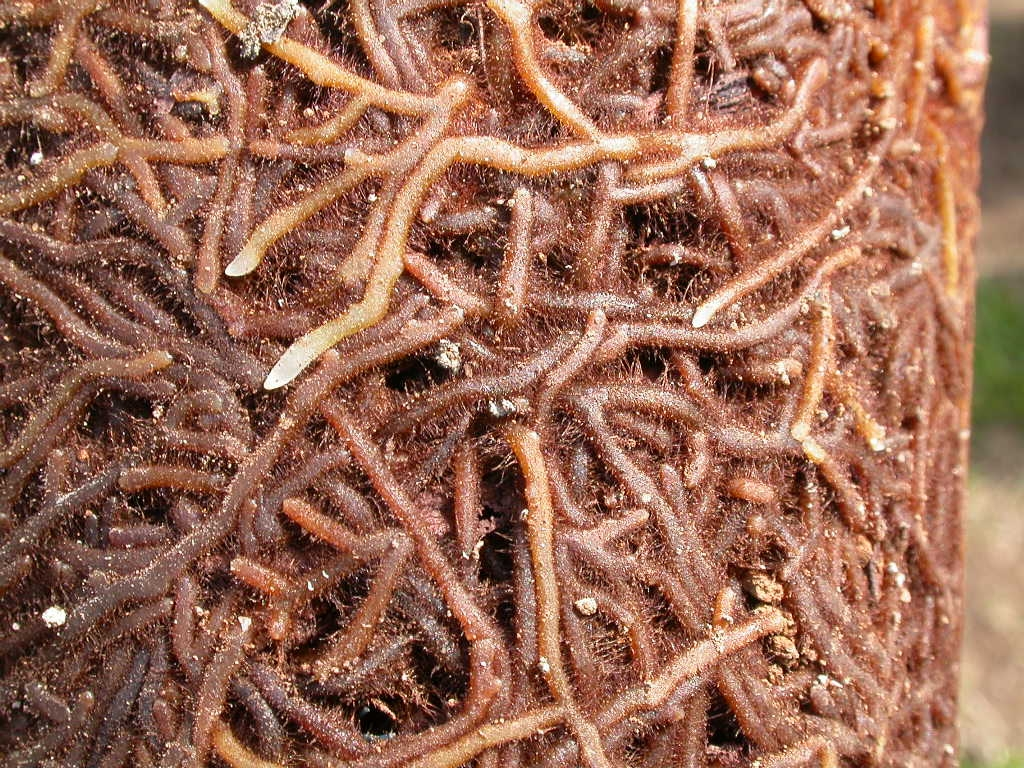
Кореневище
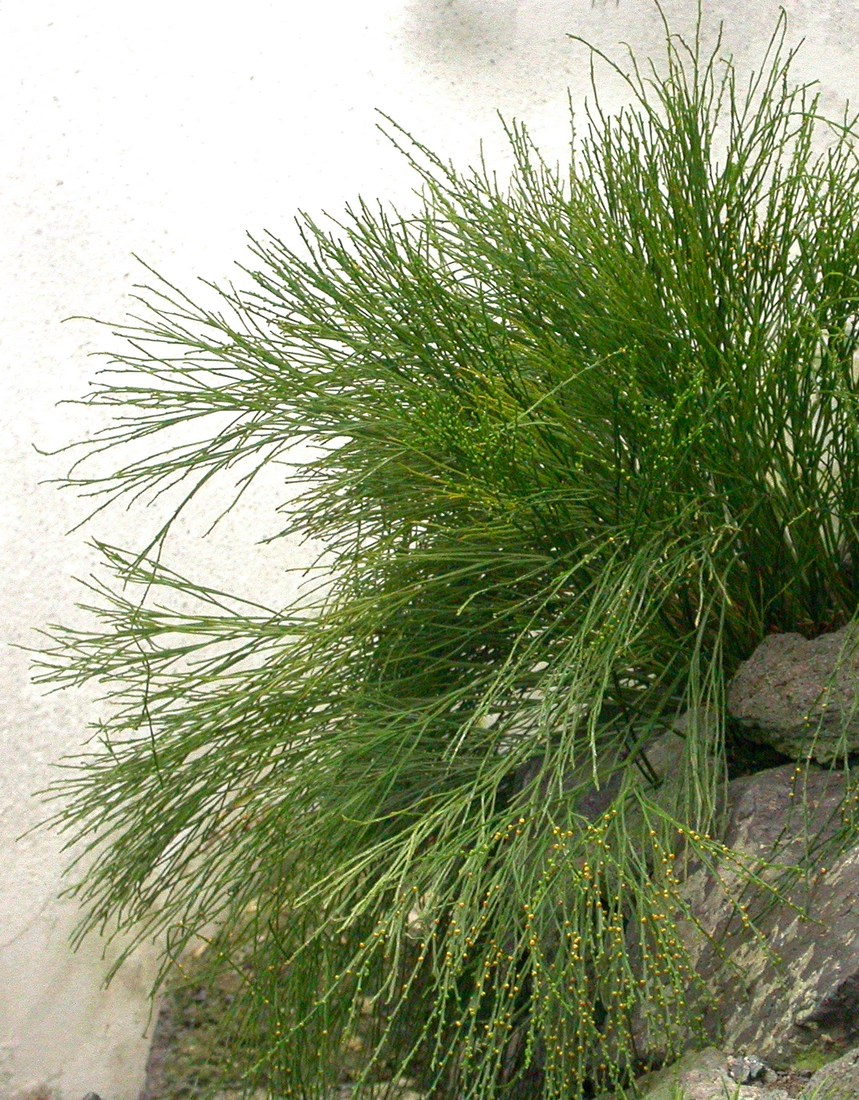
P. nudum
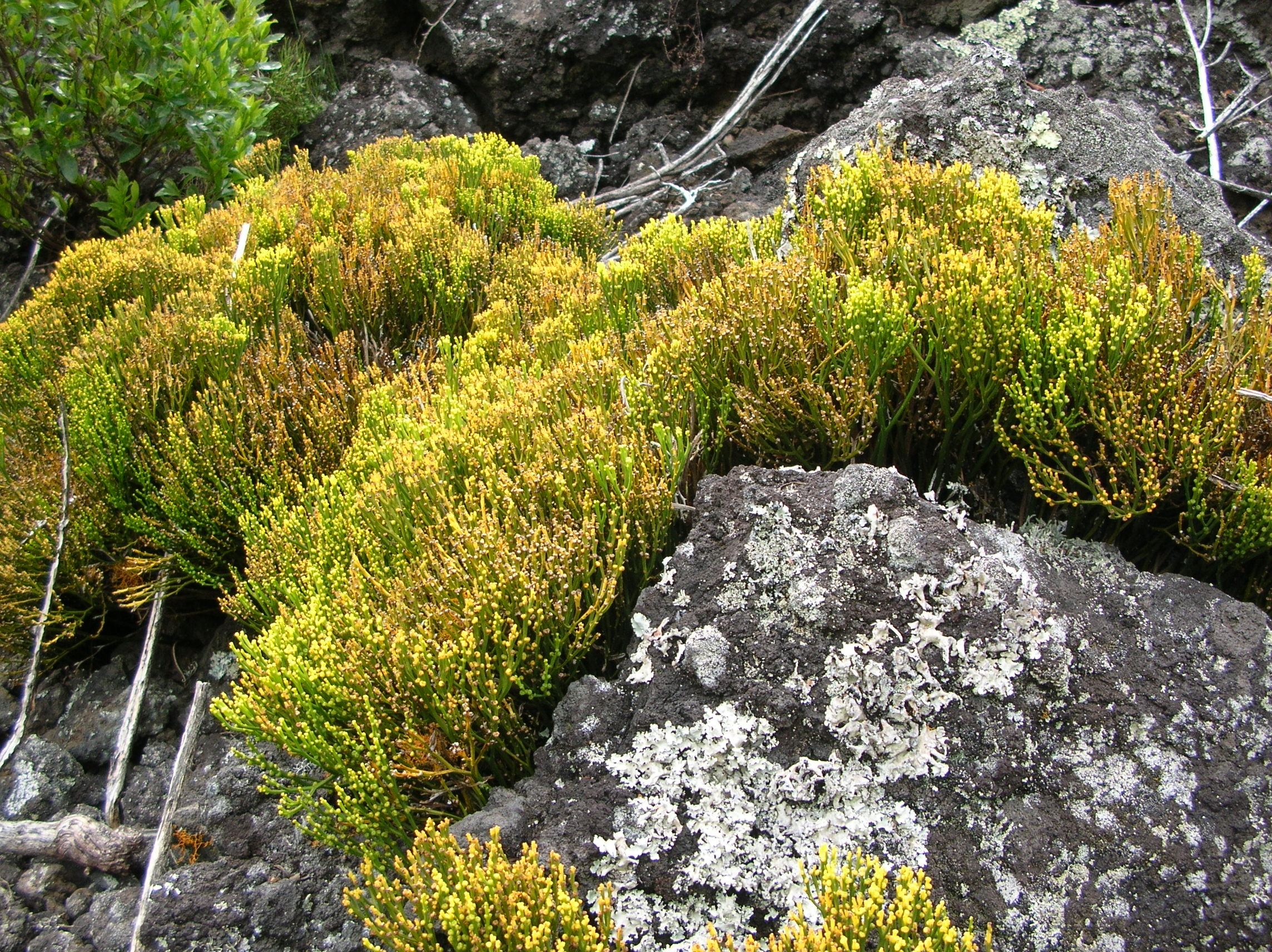
P. nudum
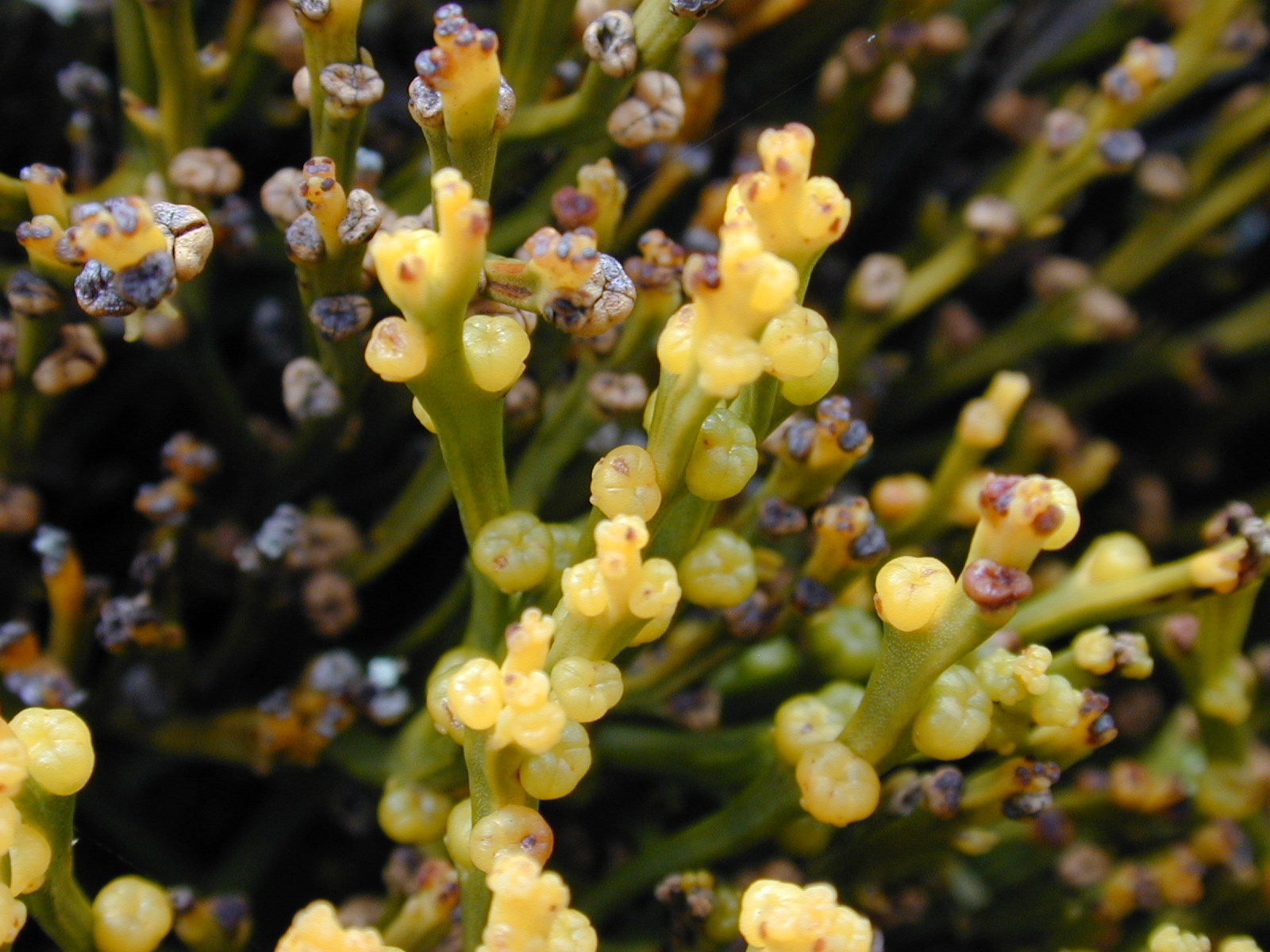
Спорангії